# Bissett
Le clan Bissett est un clan écossais. 
Reconnu par le Lord Lyon, il n'a pas de chef de clan reconnu. Il n'a donc aucun statut en vertu du droit écossais. Le clan Bissett est considéré comme un clan armigère, ce qui signifie qu'il est considéré comme ayant eu à un moment donné un chef qui possédait les armes de chefferie ; cependant, personne ne possède actuellement de telles armes. Le nom de famille Bissett est également considéré comme un sept du Clan Fraser of Lovat (en).

## Histoire
Le nom de famille Bisset est vraisemblablement d'origine normande et est introduit en Écosse lorsque Guillaume le Lion revient de captivité en Angleterre, accompagné des Bisey. Les Byset s'installent dans le Nottinghamshire et dans le Derbyshire. Il semble qu'ils se soient établis avec succès, avec d'autres familles normandes, et aient acquis des terres dans le Morayshire, en Écosse. Le pouvoir de la famille s'est étendu et des personnes portant ce nom ont été témoins de plusieurs chartes aux XIIIe et XIVe siècles. Une charte d'Alexandre III d'Écosse à l'abbaye de Paisley est attestée par Thomas de Bissat. 
La fortune croissante de la famille est cependant éclipsée par une querelle avec le comte d'Atholl. En 1242, lors d'un tournoi organisé à Haddington, Walter Byset, seigneur d'Aboyne, est vaincu par le jeune comte d'Atholl (peut-être Padraig, comte d'Atholl). Byset, dans un accès de colère, aurait assassiné le comte pendant son sommeil, puis aurait incendié sa maison pour dissimuler le crime. Walter Byset et son neveu John s'enfuient ensuite en Irlande, puis en Angleterre. La querelle suit les deux fugitifs, car un pardon est plus tard accordé au fils du comte d'Atholl pour avoir tué des Byset en Irlande.
Habacuc Bisset était un avocat et écrivain du Signet sous le règne de Jacques IV d'Écosse.
La lignée principale du clan est désormais celle de Bisset de Lessendrum (en), l'une des plus anciennes familles de l'Aberdeenshire.